# Black Wings
Black Wings (ukrainisch Чорні Крила Chorni Kryla) ist eine 2007 gegründete Funeral-Doom-Band.

## Geschichte
Das Projekt Black Wings entstand in der Zusammenarbeit des Sängers Sigimar und des Multiinstrumentalisten Eugeniy. Das Duo debütierte 2009 mit der EP Going to the End über Satanarsa Records. Es folgten weitere Alben und EPs bis zum Jahr 2013 über Gris Records, Boyanov Gimn Publishing, Depressive Illusions Records und Satanarsa Records. Nach dem Jahr 2013 blieben weitere Veröffentlichungen aus. Sigimar und Eugeniy führten ihre Kooperation jedoch mit dem 2011 gegründetem Projekt Koloss fort. Während sich das Duo mit Black Wings dem Thema der Natur widmete, ist Koloss am Werk des Autors H.P. Lovecraft orientiert. Die Veröffentlichungen erhielten trotz der Kooperation mit namhaften Firmen nur gering internationale Resonanz. Laurent Lignon rezensierte Going to the End für Doom-Metal.com, die EP verdiene „Aufmerksamkeit “und das Duo sei „originell“ und „eine Überraschung“ im Genre.

## Stil
Die Musik von Black Wings variierte über den Verlauf ihrer Aktivität. Das ukrainische Webzine Folk & Doom benennt einen Wandel über atmosphärischen Ambient Funeral Doom, Industrial Doom und Ritual Funeral Doom. Mit einem vergleichenden Verweis auf Nortt und Mordor wird die Gruppe in der Datenbank von Doom-Metal.com als „gruselig, grässlicher und finsterer“ Ambient Funeral Doom kategorisiert. Laurent Lignon beschreibt die Musik als Kombination aus jener von Nortt und Aarni und attestiert eine Nähe zu der Musik von Fungoid Stream. Zentral stünde das am Dark Ambient orientierte Keyboard-Spiel, das gelegentlich den Klang einer Orgel nachahme. Das Gitarrenspiel sei hingegen leicht und einfach, derweil vom Black Metal beeinflusst, jedoch langsam. Der Gesang variiert das für das Genre typische Growling, mit tiefer Stimme gesprochene Passagen und Kinderstimmen.

## Diskografie
- 2009: Going to the End (EP, Satanarsa Records)
- 2009: Оборванная нить (Album, Boyanov Gimn Publishing)
- 2010: Remembering and Loving (EP, Selbstverlag)
- 2010: Living Besides (Album, Gris Records)
- 2011: In Expectation of Punishment (Album, Gris Records)
- 2012: Under Roots (MC-Album, Depressive Illusions Records)
- 2013: Her Greatness Calls to Us (Album, Satanarsa Records)